# Калабрези, Энрика
Энри́ка Калабре́зи (итал. Enrica Calabresi; 10 ноября 1891, Феррара — 20 января 1944, Флоренция) — итальянский зоолог, энтомолог, герпетолог, жертва Холокоста.

## Биография
Родилась 10 ноября 1891 года в Ферраре, в семье Вито Калабрези и Иды Фано. Она была младшей из четырёх детей, у неё были брат Джузеппе и сёстры ─ Биче, Летиция.
Семья Калабрези принадлежала к образованной и состоятельной еврейской буржуазии Феррары, имела тесные связи с семьёй Джоржо Бассани. С детства и юности Энрика воспитывала в себе любовь к литературе, искусству, языкамː она знала французский, английский и немецкий языки.
В 1909 году, после окончания средней школы, она поступила на математический факультет Университета Феррары, где также посещала курсы зоологии и ботаники, проводившиеся на медицинском факультете. В следующем году она решила посвятить себя изучению естественных наук и перешла во Флорентийский университет.
В феврале 1914 года, ещё до окончания учёбы, она стала ассистенткой биолога Анджело Сенны в Кабинете зоологии и сравнительной анатомии позвоночных, который направил её на изучение жуков-долготелов (лат. Coleoptera Brentidae).
1 июля 1914 года она окончила Флорентийский университет по специальности «Естественные науки» с высшим баллом, защитив дипломную работу на тему: «О поведении хондриом в поджелудочной железе и слюнных железах ежа во время зимней спячки и летней активности».
Несколько месяцев спустя она начала публиковать свои первые очерки в официальном органе Итальянского зоологического союза (итал. L'Unione zoologica italiana)
Два года спустя Энрика пережила потерю своего жениха — Джованни Баттиста де Гаспери (1892—1916), блестящего молодого геолога, учившегося на одном курсе с ней. Он погиб 16 мая 1916 года во время Первой мировой войны будучи офицером Альпийских стрелков.
Энрика ушла на фронт медсестрой-добровольцем и находилась там до конца Первой мировой войны. Она больше не была привязана к другим мужчинам, посвятила себя исключительно преподаванию и исследованиям. В свободное от преподавания время она заботилась о своём племяннике Франческо, сыне её брата Джузеппе, оставшемся без матери.
С 1918 по 1921 год она была секретарём Итальянского энтомологического общества.
В 1924 году получила диплом, позволяющий ей преподавать зоологию, а в 1926 году была назначена доцентом Флорентийского университета.
В 1932 году она формально покинула свой пост по состоянию здоровья, но на самом деле её вынудили отказаться от должности, чтобы на этот пост был назначен граф Лодовико ди Капориакко, энтомолог с фашистскими убеждениями.
Какое-то время работала в Королевском техническом институте «Галилео Галилей» во Флоренции, а затем в Классическом лицее «Галилео Галилей». C 1936 по 1938 учебный год она преподавала на кафедре сельскохозяйственной энтомологии на аграрном факультете Королевского университета Пизы.
14 декабря 1938 года, после принятия фашистских расовых законов, она была объявлена не имеющей права преподавать зоологию, поскольку «принадлежала к еврейской расе».
С 1939 по 1943 год она преподавала естествознание в Еврейской школе Флоренции. Маргарита Хак была ученицей Энрики Калабрези в классической средней школе «Галилео Галилей» и свидетельницей её исключения из числа преподавателей после введения расовых законов. Хак вспоминала об этом так: «Я видела, как её в одночасье выгнали из школы из-за расовых законов. Это открыло мне глаза на то, что может сделать диктатура, и обозначило перелом во мне: именно тогда я стала антифашисткой».
После 8 сентября 1943 года, когда семье Калабрези удалось бежать в Швейцарию, Энрика решила остаться в городе, где у неё была жизнь и работа. В январе 1944 года она была арестована, во время облав на евреев, в своём флорентийском доме и доставлена в монастырь Санта-Вердиана, превращённый в тюрьму. 
Она знала, что оттуда её депортируют в лагерь смерти Освенцим. Чтобы избежать этой ужасной участи, она проглотила содержимое небольшого флакона с фосфидом цинка, который носила с собой.
Умерла в ночь с 19 на 20 января 1944 года после двух дней мучений. Похоронена на еврейском кладбище района Рифреди во Флоренции. На её надгробии указано имя, дата рождения и смерти, и надпись «шалом».

## Научная деятельность
- В области энтомологии её интересовали Hoplopistiini, подсемейство Arrenodini и род Stratiorrhina .
- В области герпетологии она изучала африканских амфибий и рептилий, а также итальянский вид Асписовой гадюки (лат. Vipera aspis).
- Она опубликовала статьи об анаконде, удаве, кобре, гадюке и других змеях в итальянской энциклопедии Treccani, а также многочисленные статьи в «Italian Zoological Monitor», в «Бюллетене Итальянского энтомологического общества» и в других престижных журналах[4].
- Изучала личиночные стадии полипов цериантарий и стрекающих (лат. Cnidaria) Красного моря[4].

## Память
- Именем Энрики Калабрези названа улица в Пизе[5]
- В 2019 году по инициативе римской мэрии именем Энрики Калабрези названа улица в Риме[3][6].
- В 2020 году на площади Массимо д’Адзельо во Флоренции было посажено дерево гинкго билоба в честь Энрики Калабрези. Мемориальная доска, прикреплённая к дереву, гласит: «Это дерево посвящено Энрике Калабрези (Феррара, 1891 ─ Флоренция, 1944), ученому-натуралисту, университетскому профессору, еврейке, жертве расовых законов. Чтобы память о её мужественной жизни пустила глубокие корни, навсегда осталась в памяти Флоренции и стала учителем для подрастающего поколения»[7].